# أنطونيو كورديرو
أنطونيو كورديّرو (بالبرتغالية: António Cordeiro) هو مؤرخ برتغالي، ولد في 1641 في آنغرا دو هروئيسمو في البرتغال، وتوفي في 2 فبراير 1722 في لشبونة في البرتغال.